# Рідколист здутий
Рідколист здутий (Gymnocolea inflata) — вид печіночників порядку юнгерманіальних (Jungermanniales).

## Поширення
Батьківщиною є Європа, Макаронезія, Азія, Північна Америка.
Росте у вологих і мокрих місцях, від кислих до дуже кислих, від сонячних до тінистих, переважно на оліготрофних верхових, проміжних і джерельних болотах, у болотних басейнах і берегах, у канавах, у замулених зонах болотних озер, а також у кислих болотах або на торф'яних і гравійно-піщаних ґрунтах у вологих вересах. Лише рідко він колонізує гумусові силікатні породи, глину або ґрунт на насипах доріжок або підніжжя дерев.

## Характеристика
Рослини утворюють від темно-зелених до чорно-коричневих або чорні килимки чи спорадично ростуть серед інших мохів. Вони досягають трьох сантиметрів у довжину (і більше для водних форм) і від 0,8 до 1,8 міліметра в ширину. Стебла мляві, від лежачих до майже прямовисних. Прямостоячі, виступаючі або розпростерті бокові листки пухкі або щільно посаджені, яйцеподібні, розділені у верхній третині або до половини на дві тупі й часто дещо нерівні частки. Округлі клітини листя від квадратної до шестикутної форми мають розмір від 20 до 30 мікрометрів і мають помірно потовщені клітинні стінки та кути клітин. На одну клітину припадає від двох до п’яти масляних тілець. Підлистки зазвичай відсутні або дуже дрібні. Статевий розподіл дводомний. Живці не утворюються.